# Emily Bolton
Emily Bolton est une actrice néerlandaise arubaine, née en 1951. Elle a vécu en Angleterre et aux Pays-Bas métropolitains.
Elle voulait à l'origine devenir pianiste de concert. Mais à l'âge de dix-huit ans, elle a choisi de s'inscrire dans une école d'art dramatique. 
Elle a d'abord fait carrière sous le nom de June Bolton. Elle est connue pour son rôle de Manuela, le contact brésilien de James Bond dans le film Moonraker en 1979.

## Filmographie

### Télévision
- 1973 : The Regiment (épisode : Riot) : Victoria Smith (en tant que June Bolton)
- 1975 : Survivors (épisode : Corn Dolly) : Tessa (en tant que June Bolton)
- 1975-1976 : Cosmos 1999 5 épisodes : Operative June
- 1976 : Crossroads 6 épisodes : Lia Hua (en tant que June Bolton)
- 1976 : Gangsters 6 épisodes : Mangit (en tant que June Bolton)
- 1977 : Anna Karenina : La chanteuse tzigane (en tant que June Bolton)
- 1975-1977 : Play for Today (épisodes : A passage to England : Pramila ; Cathpenny twist : Lady MC) (en tant que June Bolton)
- 1977 : Die Kette 2 épisodes : Liz Mason (en tant que June Bolton)
- 1978 : Le retour du Saint (épisode : Chasse à l'homme) : Yasmina (en tant que June Bolton)
- 1980 : The enigma files (épisode : The Full Flying Carpet Treatment) : Yasmin
- 1981 : Tales from the Thousand and One Nights (téléfilm)
- 1983 : Le souffle de la guerre (minisérie) : FDR's aide at train (en tant que June Bolton)
- 1981-1984 : Tenko 27 épisodes : Christina Campbell
- 1985 : Tenko reunion (téléfilm) : Christina Campbell
- 1989-1990 : Capital city 11 épisodes : Sylvia Roux Teng
- 1992 : The good guys (épisode : Relative values) : Mildred MacFadyean

### Cinéma
- 1974 : Percy's Progress : Miss Thailande
- 1976 : Le Voyage des damnés
- 1977 : Valentino : Bianca de Saulles
- 1979 : Moonraker : Manuela
- 1987 : Empire State : Susan